# Jaromír Pečírka (lékař)
Jaromír Pečírka (19. dubna 1864 Praha – 13. března 1933 Dubí), byl český vojenský lékař, generál rakousko-uherské i československé armády. Od roku 1888 působil ve vojenské zdravotní službě. S rakouským námořnictvem uskutečnil cestu kolem světa. V roce 1912 byl povýšen na šéflékaře, od roku 1916 na generálního štábního lékaře. Po vzniku ČSR se podílel na budování československého vojenského zdravotnictví jako generál zdravotnictví a šéf odboru na Ministerstvu národní obrany. Měl široké zájmy: zabýval se také entomologií (zejména výzkumem kovaříkovitých) a botanikou, sbíral obrazy, věnoval se lyžování a horolezectví.

## Život

### Mládí a vojenská kariéra
Narodil se 19. dubna 1864 v Praze. Po absolvování pražské lékařské fakulty vstoupil do služeb rakouského vojenského námořnictva. Uskutečnil s ním cestu kolem světa. Poté byl přeložen k zeměbraně. Roku 1912 byl jmenován šéflékařem vojenské zdravotní služby a v roce 1916 generálním štábním lékařem. Během války byl určitou dobu velitelem posádkové nemocnice v Praze.
Po vzniku Československa se zapojil do budování vojenského zdravotnictví jako generál a šéf odboru na Ministerstvu národní obrany. Roku 1923 odešel do důchodu.

### Vědecké, kulturní a sportovní aktivity
Pečírka měl široké vědecké a kulturní zájmy. Během cesty kolem světa s vojenským námořnictvem se z něj stal nadšený botanik a reportáže z navštívených míst posílal do časopisu Zlatá Praha. Později, jako plukovní lékař v Českých Budějovicích, se věnoval entomologii. Zkoumal hmyz na Šumavě a specializoval se na čeleď kovaříkovitých; deset druhů po něm dostalo příponu Pečirkai. Spolu s profesorem Františkem Klapálkem zakládal Českou společnost entomologickou a dlouhodobě v ní působil jako místopředseda. Rozsáhlou sbírku tisíců druhů brouků v desetitisících exemplářích věnoval ještě před válkou Národnímu muzeu.
Byl také znalcem umění. V domácí sbírce měl několik cenných obrazů.
V oblasti sportu se angažoval v lyžování a alpinismu. Vystoupil na několik exotických hor, například na Jávě a v Kordillerách, přičemž některé vrcholy byly i přes 5000 m nad mořem. Uskutečnil také výstupy v Dolomitech a Alpách. Patřil mezi zakladatele Klubu alpistů československých (KAČS) a od roku 1924 tomuto spolku předsedal. Určitou dobu byl rovněž prvním místopředsedou Svazu lyžařů RČS.

### Závěr života
Poslední léta života pro něj byla těžká. 18. září 1927 mu zemřela manželka a roku 1931 i syn Ivan Pečírka. Jaromír Pečírka onemocněl v lednu 1933 chřipkou, k níž se přidalo onemocnění ledvin. 25. února odjel na léčení do Teplic, jeho stav se ale zhoršil a podle matriky 13. března téhož roku zemřel v Dubí u Teplic. (Nekrolog v Lidových novinách uvádí místo úmrtí Teplice, autoritní databáze NK ČR a portál valka.cz Prahu). Pohřben byl 17. března ve Všenorech do rodinné hrobky.

## Rodina a příbuzenstvo
- Otec MUDr. Josef Pečírka (1818–1870) byl lékař, středoškolský profesor, spisovatel a překladatel populární lidové četby.[11]
- Matka Marianna Pečírková (1838–1904) pokračovala po smrti manžela ve vydávání jím založeného Pečírkova Národního kalendáře.[12]
- Bratr Ferdinand Pečírka (1859–1922) byl lékař, profesor dermatologie a venerologie na pražské univerzitě. Založil a řadu let vedl český spolek pro komorní hudbu.[13] Jeho syn Jaromír Pečírka mladší (1891–1966) byl historikem umění.[14]
- Manželka Božena Pečírková († 1927) byla dcerou Jana Nolče, bývalého zemského poslance.[6]
- Syn Ivan Pečírka (1894–1931) byl rovněž lékař. Pracoval jako první asistent chirurgické kliniky, ve volném čase se věnoval lyžování a horolezectví.[7][15]

## Vyznamenání
| Válečná medaile 1873                   | Válečná medaile 1873                   |
| Jubilejní pamětní medaile 1898         | Jubilejní pamětní medaile 1898         |
| Vojenský jubilejní kříž                | Vojenský jubilejní kříž                |
| Řád Františka Josefa, rytíř            | Řád Františka Josefa, rytíř            |
| Zlatý záslužný kříž s korunou          | Zlatý záslužný kříž s korunou          |
| Vojenská záslužná medaile, bronzová    | Vojenská záslužná medaile, bronzová    |
| Řád Františka Josefa, důstojník        | Řád Františka Josefa, důstojník        |
| Řád železné koruny, III. třídy - rytíř | Řád železné koruny, III. třídy – rytíř |
| Vojenská záslužná medaile, stříbrná    | Vojenská záslužná medaile, stříbrná    |
| Karlův vojenský kříž                   | Karlův vojenský kříž                   |
| Řád Františka Josefa, komtur           | Řád Františka Josefa, komtur           |